# Minutes To Midnight
Minutes to Midnight je tretji album nu metal skupine Linkin Park. Izšel je leta 2007 pri založbi Warner Bros..

## Seznam skladb
1. "Wake" (Instrumental) - 1:40
2. "Given Up" - 3:09
3. "Leave Out All the Rest" - 3:29
4. "Bleed It Out" - 2:44
5. "Shadow of the Day" - 4:49
6. "What I've Done" - 3:25
7. "Hands Held High" - 3:53
8. "No More Sorrow" - 3:41
9. "Valentine's Day" - 3:16
10. "In Between" - 3:16
11. "In Pieces" - 3:38
12. "The Little Things Give You Away" - 6:23